# 1975 a jogalkotásban
1975-ben az alábbi jogszabályokat alkották meg:

## Magyarország

### Törvények (6)
- 1975. évi I. törvény 	 az Alkotmány egyes rendelkezéseinek módosításáról
- 1975. évi II. törvény 	 a társadalombiztosításról
- 1975. évi III. törvény 	 a Magyar Népköztársaság 1974. évi költségvetésének végrehajtásáról
- 1975. évi IV. törvény 	 a népgazdaság ötödik ötéves tervéről
- 1975. évi V. törvény 	 a Magyar Népköztársaság 1976. évi költségvetéséről és a tanácsok 1976–1980. évi pénzügyi tervéről

### Törvényerejű rendeletek (27)
- Forrás: Törvényerejű rendeletek teljes listája (1949 - 1989)
- 1975. évi 1. törvényerejű rendelet 	 a Magyar Népköztársaság és a Mongol Népköztársaság között Budapesten, 1974. június 27-én aláírt konzuli egyezmény és az egyezményhez tartozó jegyzőkönyv kihirdetéséről
- 1975. évi 2. törvényerejű rendelet 	 a Magyar Népköztársaság és a Román Szocialista Köztársaság között Bukarestben, 1973. november 28-án aláírt konzuli egyezmény kihirdetéséről
- 1975. évi 3. törvényerejű rendelet 	 az Egyetemes Szerzői Jogi Egyezmény Párizsban, 1971. évi július hó 24. napján felülvizsgált szövegének kihirdetéséről
- 1975. évi 4. törvényerejű rendelet 	 az irodalmi és a művészeti művek védelméről szóló 1886. szeptember 9-i Berni Egyezmény Párizsban, az 1971. évi július hó 24. napján felülvizsgált szövegének kihirdetéséről
- 1975. évi 5. törvényerejű rendelet 	 a Magyar Népköztársaság és a Finn Köztársaság között a kereskedelem akadályainak kölcsönös megszüntetéséről Helsinkiben, 1974. május 2-án aláírt megállapodás kihirdetéséről
- 1975. évi 6. törvényerejű rendelet 	 a muzeális emlékek védelméről szóló 1963. évi 9. törvényerejű rendelet módosításáról
- 1975. évi 7. törvényerejű rendelet 	 a közkegyelem gyakorlásáról
- 1975. évi 8. törvényerejű rendelet 	 a gazdasági és tudományos-műszaki együttműködés során a találmányok, ipari, használati minták és védjegyek jogi oltalmáról szóló megállapodás kihirdetéséről
- 1975. évi 9. törvényerejű rendelet 	 a Bernben, 1970. február 7-én aláírt vasúti árufuvarozási, valamint személy- és poggyászfuvarozási nemzetközi egyezmények és pótjegyzőkönyv kihirdetéséről
- 1975. évi 10. törvényerejű rendelet 	 a Magyar Népköztársaság és az Olasz Köztársaság között Rómában, 1969. október 16-án aláírt konzuli egyezmény kihirdetéséről
- 1975. évi 11. törvényerejű rendelet 	 a bakteriológiai (biológiai) és toxin-fegyverek kifejlesztésének, előállításának és tárolásának megtiltásáról és e fegyverek megsemmisítéséről szóló, az Egyesült Nemzetek Szervezete XXVI. ülésszakán, 1971. december 10-én elfogadott egyezmény kihirdetéséről
- 1975. évi 12. törvényerejű rendelet 	 a halászatról szóló 1961. évi 15. törvényerejű rendelet módosításáról
- 1975. évi 13. törvényerejű rendelet 	 az Egyetemes Postaegyesület Alapokmánya pótjegyzőkönyvének kihirdetéséről
- 1975. évi 14. törvényerejű rendelet 	 a Londonban, 1966. évi április hó 5. napján kelt, a „Merülésvonalakra vonatkozó Nemzetközi Egyezmény” kihirdetéséről
- 1975. évi 15. törvényerejű rendelet 	 a középiskolákban, szakközépiskolákban és felsőoktatási intézményekben befejezett tanulmányokról kiadott okiratok, valamint a tudományos fokozatok és címek odaítéléséről szóló okiratok egyenértékűségének kölcsönös elismerése tárgyában az 1972. évi június hó 7. napján Prágában aláírt egyezmény kihirdetéséről
- 1975. évi 16. törvényerejű rendelet 	 a Testnevelési Főiskolának egyetemi jellegű főiskolává átszervezéséről
- 1975. évi 17. törvényerejű rendelet 	 a Közlekedési és Távközlési Műszaki Főiskola létesítéséről szóló 1968. évi 16. törvényerejű rendelet módosításáról
- 1975. évi 18. törvényerejű rendelet 	 a hangfelvételek előállítóinak védelmére, hangfelvételeik engedély nélküli sokszorosítása ellen Genfben, az 1971. évi október hó 29. napján létrejött Egyezmény kihirdetéséről
- 1975. évi 19. törvényerejű rendelet 	 a hangfelvételek előállítóinak védelméről
- 1975. évi 20. törvényerejű rendelet 	 a szabadságvesztésből szabadult személyek utógondozásáról
- 1975. évi 21. törvényerejű rendelet 	 a Gyógypedagógiai Tanárképző Főiskola elnevezéséről
- 1975. évi 22. törvényerejű rendelet 	 egyes orvosok munkaviszonyáról
- 1975. évi 23. törvényerejű rendelet 	 az 1974. évi 16. törvényerejű rendelettel kihirdetett vasúti személy- és poggyászfuvarozási nemzetközi egyezmény pótegyezményének módosításáról szóló Jegyzőkönyv kihirdetéséről
- 1975. évi 24. törvényerejű rendelet 	 a társadalmi bíróságokról
- 1975. évi 25. törvényerejű rendelet 	 a Magyar Népköztársaság Kormánya és a Román Szocialista Köztársaság Kormánya között, a hivatalos és magáncélú utazásokra vonatkozó be- és kiutazási, valamint átutazási vízumkötelezettség megszüntetéséről Budapesten, 1967. november 1-jén aláírt egyezményt kihirdető 1968. évi 7. törvényerejű rendelet módosításáról
- 1975. évi 26. törvényerejű rendelet 	 a Magyarország és a Török Köztársaság között az 1930. évi május 21-én aláírt Kereskedelmi Egyezmény egyes rendelkezéseinek hatályon kívül helyezéséről szóló Jegyzőkönyv kihirdetéséről
- 1975. évi 27. törvényerejű rendelet 	 a Kölcsönös Gazdasági Segítség Tanácsában részt vevő országok szervezetei közötti áruszállítások 1968. évi Általános Feltételei kiegészítéseinek és módosításainak közzétételéről

### Minisztertanácsi rendeletek
- 1/1975. (?. ?.) MT rendelet
- 2/1975. (II. 21.) MT rendelet a házadóról és a házértékadóról szóló19/1974. (V. 18.) MT számú rendelet módosításáról és kiegészítéséről[1]
- 3/1975. (?. ?.) MT rendelet
- 4/1975. (?. ?.) MT rendelet
- 5/1975. (?. ?.) MT rendelet
- 6/1975. (?. ?.) MT rendelet
- 7/1975. (?. ?.) MT rendelet
- 8/1975. (?. ?.) MT rendelet
- 9/1975. (?. ?.) MT rendelet
- 10/1975. (?. ?.) MT rendelet
- 11/1975. (?. ?.) MT rendelet
- 12/1975. (?. ?.) MT rendelet
- 13/1975. (?. ?.) MT rendelet
- 14/1975. (V. 14.) MT rendelet a Magyar Népköztársaság Kormánya és a Koreai Népi Demokratikus Köztársaság Kormánya között az 1974. évi június hó 24. napján Budapesten aláírt egészségügyi együttműködési egyezmény kihirdetéséről
- 15/1975. (V. 20.) MT rendelet a Magyar Népköztársaság Kormánya és a Mongol Népköztársaság Kormánya közötti, Budapesten 1974. június 27. napján aláírt kulturális és tudományos együttműködési egyezmény kihirdetéséről
- 16/1975. (?. ?.) MT rendelet
- 17/1975. (VI. 14.) MT rendelet a társadalombiztosításról szóló 1975. évi II. törvény végrehajtásáról[2]
- 18/1975. (VI. 18.) MT rendelet  Az általános jövedelemadóról szóló 42/1971. (XII. 17.) Korm. számú rendelet módosításáról[3]
- 19/1975. (VI. 18.) MT rendelet A termelőszövetkezetek magasabb vezetői munkakört és egyes más vezetői munkakört betöltő tagjainak munkadíjazásáról[3]
- 20/1975. (?. ?.) MT rendelet
- 21/1975. (?. ?.) MT rendelet
- 22/1975. (VIII. 1.) MT rendelet a Magyar Népköztársaság Kormánya és a Pakisztán Iszlám Köztársaság Kormánya közötti, Iszlamabadban 1974. év november 12. napján aláírt kulturális és tudományos együttműködési egyezmény kihirdetéséről
- 23/1975. (?. ?.) MT rendelet
- 24/1975. (?. ?.) MT rendelet
- 25/1975. (?. ?.) MT rendelet
- 26/1975. (?. ?.) MT rendelet
- 27/1975. (?. ?.) MT rendelet
- 28/1975. (?. ?.) MT rendelet
- 29/1975. (?. ?.) MT rendelet
- 30/1975. (?. ?.) MT rendelet
- 31/1975. (?. ?.) MT rendelet
- 32/1975. (?. ?.) MT rendelet
- 33/1975. (?. ?.) MT rendelet
- 34/1975. (X. 10.) MT rendelet az időszaki lapok engedélyezéséről és terjesztéséről
- 35/1975. (?. ?.) MT rendelet
- 36/1975. (?. ?.) MT rendelet
- 37/1975. (XII. 19.) MT rendelet a Magyar Népköztársaságban és a Szovjet Szocialista Köztársaságok Szövetségében kiállított, iskolai végzettséget, valamint tudományos fokozatot tanúsító okiratok egyenértékűségének kölcsönös elismeréséről szóló, Moszkvában 1974. évi október hó 11. napján aláírt megállapodás kihirdetéséről

### Egyéb fontosabb jogszabályok

#### Miniszteri rendeletek
- 1/1973. (1. 10.) MNB rendelkezés a csekk bevezetéséről a szocialistagazdálkodó szervek fizetési forgalmában[4]
- 1/1975. (II. 5.) KPM-BM együttes rendelet a közúti közlekedés szabályairól
- 14/1975. (III. 27.) PM rendelet az Orenburgi Gázvezeték Alap szervezetéről és működéséről
- 6/1975. (VI. 9.) EüM rendelet a hadigondozási járadékok és a rendszeres szociális segély jellegű ellátások felemeléséről
- 3/1975. (VI. 14.) SZOT szabályzat  A társadalombiztosításról szóló 1975. évi II. törvény és a 17/1973. (VI. 14.) MT számú rendelet végrehajtásáról[2]
- 8/1975. (VI. 18.) ÉVM — PM együttes rendelet A személyi és a vegyes tulajdonban álló lakóépülete  ken az építésügyi hatóság által elvégeztethető építési munkákról szóló 4/1960. (X. 2.) ÉM—PM számú együttes rendelet módosításáról[3]
- 7/1975. (VI. 18.) MüM rendelet  A bérszabályozás rendszeréről szóló 13/1970. (XI. 15.) MüM számú rendelet módosításáról
- 8/1975. (VI. 18.) MüM rendelet A részesedési alap felhasználásáról szóló 9//1969. (XII. 20.) MüM számú rendelet módosításáról
- 22/1975. (VI. 18.) PM rendelet Az egyes nagy fémtartalmú termékek exportja esetén fizetendő termelési adó kulcsainak megállapításáról szóló 11/1975. (III. 7.) P M számú rendelet módosításáról
- 23/1975. (VI. 18.) PM rendelet  A lakosságra vonatkozó adóigazgatási, valamint az illetékekkel kapcsolatos eljárás általános szabályairól szóló 39/1969. (XI. 25.) Korm. számú rendelet végrehajtására vonatkozó 38/1969. (XII. 29.) PM számú rendelet módosításáról
- 24/1975. (VI. 18.) PM rendelet Az általános jövedelemadóról szóló 42/1971. (XII. 17.) Korm. számú rendelet végrehajtására kiadott 35/1971. (XII. 17.) PM számú rendelet módosításáról és kiegészítéséről
- 3/1976. (VI. 19.) ОТ—PM együttes rendelet A Központi Környezetvédelmi Alap felhasználása
- 15/1976. (VI. 23.) PM—ÉVM együttes rendelet A beruházási célú fővállalkozás és koordinációs vállalkozás pénzügyi feltételei
- 16/1976. (VI. 23.) PM—ÉVM együttes rendelet A beruházások lebonyolításának érdekeltségi rendszere
- 3/1975. (VIII. 17.) KM-PM együttes rendelet a könyvtári állomány ellenőrzéséről (leltározásáról) és az állományból történő törlésről szóló szabályzat kiadásáról
- 4/1975. (X. 11.) NIM rendelet az Acetilénfejlesztő Készülékek Biztonsági Szabályzata hatálybaléptetéséről
- 6/1975. (XII. 17.) ОТ—PM—MÉM számú együttes rendelet A mező- és erdőgazdasági szervezetek beruházási rendjéről

#### Minisztertanácsi határozatok
- 1015/1975. (VI. 18.) Mt. h. A „Kiváló Szakoktató’1 kitüntető cím alapításáról és 4*1 SZÍUT1 adományozásáról[3]